# Estadio Jawaharlal Nehru (Chennai)
El Estadio Jawaharlal Nehru también llamado Marina Arena es un estadio multiusos ubicado en la ciudad de Chennai (Madrás), estado de Tamil Nadu en India. el estadio lleva el nombre de Sri Pandit Jawaharlal Nehru, quien fuera un destacado político y Primer ministro de la India. El estadio fue inaugurado en 1993 y posee una capacidad para 40.000 personas, el recinto también comprende un estadio cubierto para 8.000 espectadores para la práctica de basquetball, voleibol, Levantamiento de pesas, tenis de mesa y boxeo entre otros deportes.
En 2014 se anunció que el estadio será el campo de la franquicia Chennaiyin FC, club de fútbol de la naciente Superliga de la India.

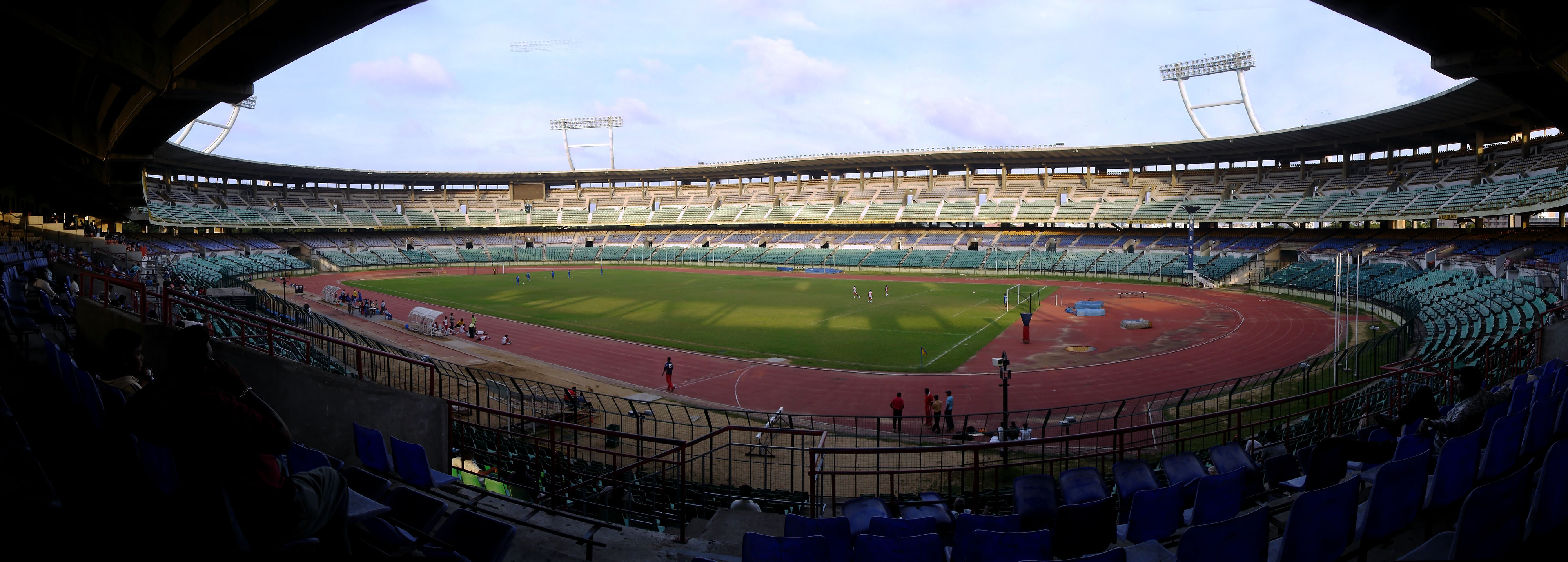
Imagen panorámica del estadio.